# Coustouges
Coustouges (Catalaans: Costoja) is een gemeente in het Franse departement Pyrénées-Orientales (regio Occitanie) en telt 112 inwoners (2009). De plaats maakt deel uit van het arrondissement Céret.

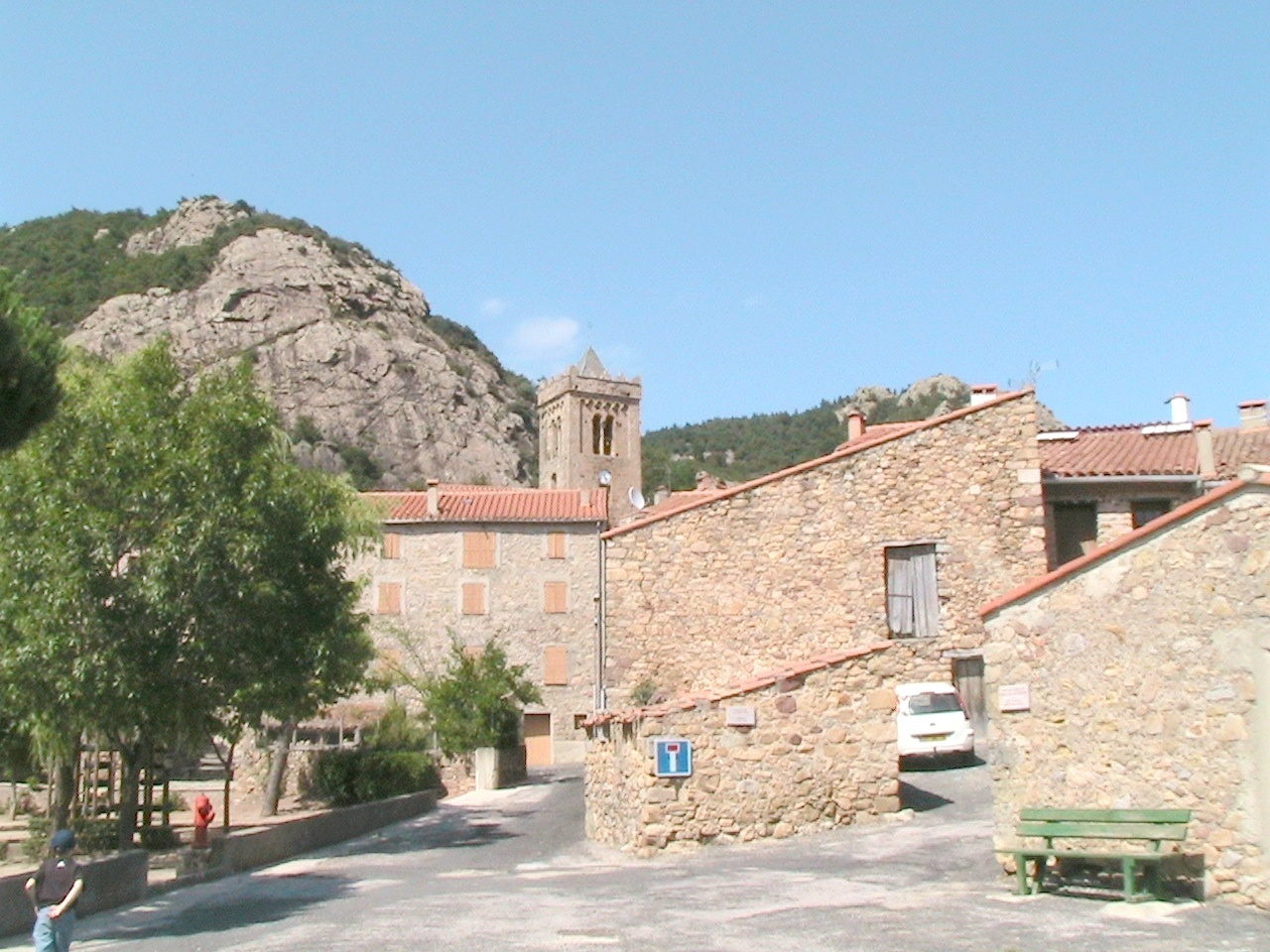
Zicht op de kerk vanaf het dorpsplein
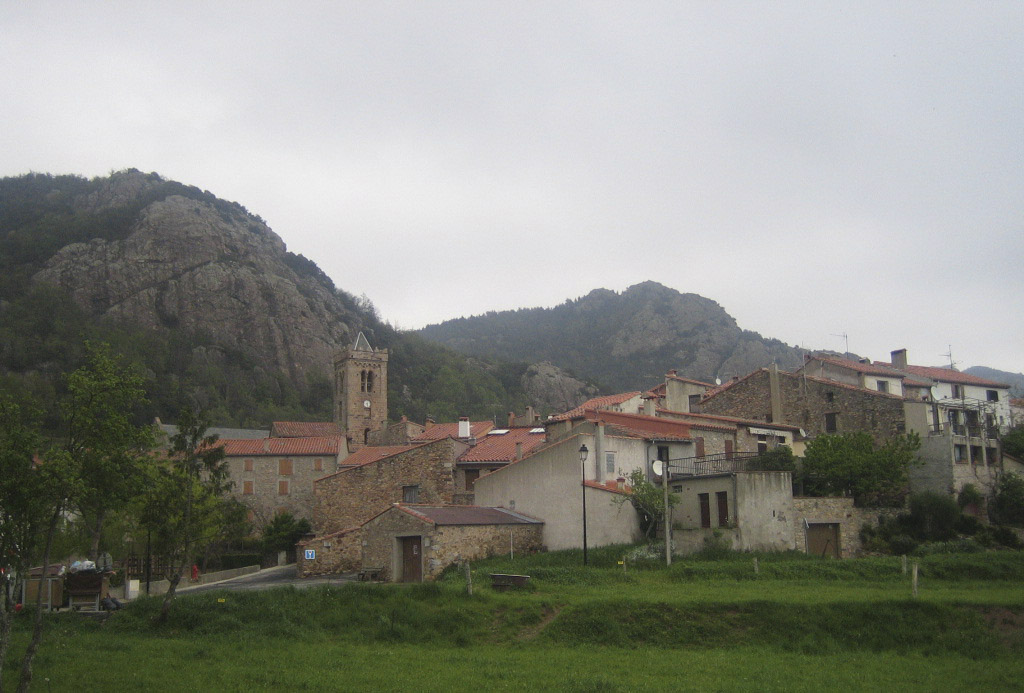
Coustouges

## Geografie
Coustouges is een grensgemeente in de Oostelijke Pyreneeën in de streek Vallespir. Ten oosten en ten zuiden van de gemeente ligt Spanje. Het dorp zelf bevindt zich op een zadel op ongeveer 834 meter hoogte en ligt pal op de hoofdkam van de Pyreneeën. Ten oosten van het dorp daalt de weg (D3) af richting Spanje. De bergpas bij Coustouges bevindt zich tussen de Coll d'Ares in het westen en de Col du Perthus in het oosten.
Coustouges is na Lamanère de meest zuidelijke gemeente van Metropolitaan Frankrijk.
De oppervlakte van Coustouges bedraagt 17,0 km², de bevolkingsdichtheid is dus 6,6 inwoners per km².
De onderstaande kaart toont de ligging van Coustouges met de belangrijkste infrastructuur en aangrenzende gemeenten.

## Demografie
Onderstaande figuur toont het verloop van het inwonertal (bron: INSEE-tellingen).